# Sherkin Island
Sherkin Island är en ö som ligger sydväst om grevskapet Cork i Republiken Irland. Ön har under hundra invånare och är känd för sitt franciskanska kloster från 1400-talet. För att komma till ön går det färjor från Schull och Baltimore.